# Torrione Farnese
Il Torrione Farnese, o Torrione del Duca, è una torre rinascimentale sita nella parte bassa di Castell'Arquato, in provincia di Piacenza.

## Storia
La costruzione della torre iniziò nel 1527 per volere di Bosio II Sforza di Santa Fiora, all'epoca signore di Castell'Arquato, da parte di un architetto ignoto basandosi su un progetto di gusto michelangiolesco, continuando fino al 1535, quando venne interrotta; la causa di questa interruzione, secondo un documento risalente al XVIII secolo, sarebbe stata la morte di Bosio.
I lavori  per la sua costruzione vennero successivamente ripresi nel 1545 grazie all'interessamento di Sforza I Sforza, figlio di Bosio, venendo definitivamente completati nel 1575. Nonostante la mole della torre, l'edificio venne praticamente ignorato da gran parte dei documenti dell'epoca: ad esempio esso non compare su di una pianta risalente al 1613.
Secondo alcune ipotesi, originariamente la costruzione era stata concepita come magazzino per la conservazione delle derrate alimentari, mentre altre teorie identificano la ragione della costruzione come testimonianza della potenza e del potere dei duchi oppure con fini prettamente residenziali. Tuttavia, il torrione fu quasi sicuramente impiegato a scopi militari come parte del sistema difensivo arquatese, anche con lo scopo di avvistare eventuali attacchi nemici.
Nel secondo dopoguerra, a partire dal 1947, divenne sede degli studi portati avanti dall'intellettuale Aldo Braibanti, che lo adibì a laboratorio artistico e studio ceramistico. Durante questa fase, durata sei anni, il torrione fu frequentato da vari artisti e intellettuali tra cui Renzo e Sylvano Bussotti, Roberto Salvadori e Fiorenzo Giorgi. Tra il 1961 e il 1990 la torre ospitò anche temporaneamente il museo geologico G. Cortesi.
Dopo essere rimasto chiuso e in stato di abbandono per molti anni, a partire dal 2009 è stato adibito a sede della scuola d'Arme Gens Innominabis che si dedica allo studio e alla pratica delle tecniche di combattimento medievali.

## Descrizione

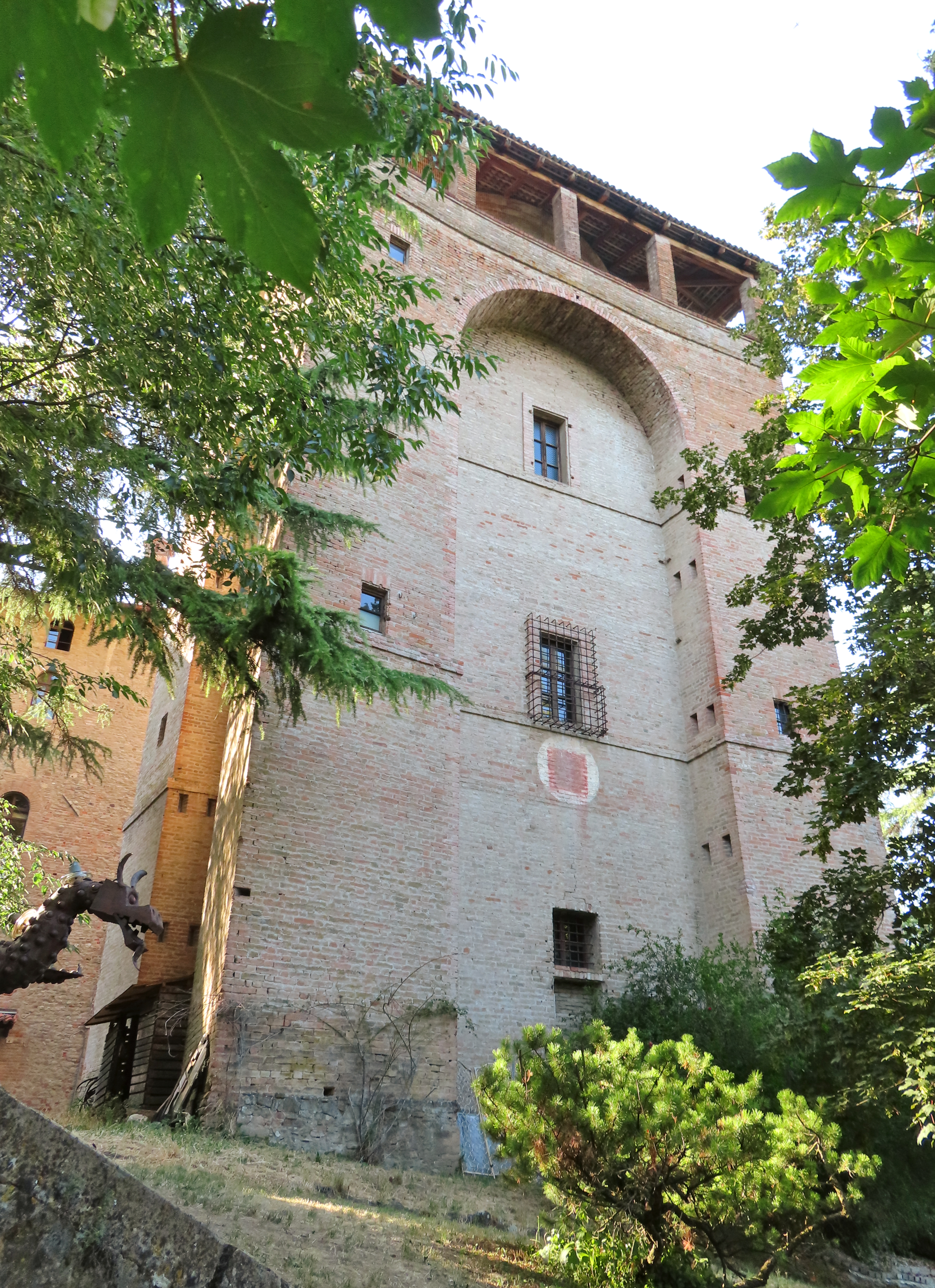
Lati sud-est e sud-ovest

Il torrione, alto 24 m e caratterizzato da una base quadrata, è stato costruito totalmente in mattoni di laterizio ed è composto da quattro baluardi sporgenti inclinati a forma di trapezio posti in posizione angolare; su tutti i baluardi si apre una serie di finestre rettangolari di piccole dimensioni. Tra i baluardi sono presenti pareti nude sormontate da archi a tutto sesto. Sulla sommità della costruzione si trova, invece, un loggiato composto da 16 pilastri al di sopra del quale è presente il tetto. In origine doveva essere presente all'altezza del primo piano una passerella lignea che permetteva il passaggio tra il torrione e il limitrofo palazzo del Duca.
All'interno sono presenti 5 piani, quattro dei quali formati da un ambiente centrale di grandi dimensioni da cui si accede a stanze di forma ottagonale poste in corrispondenza di tre dei quattro baluardi; nell'ultimo baluardo, quello posto sul lato ovest della costruzione si trova una piccola stanza a pianta centrale dove è presente una scala a chiocciola elicoidale. La forma e il disegno dei baluardi sono, con tutta probabilità, derivati dal “criterio di fiancheggiamento nell’offesa e nella difesa”.
Al secondo piano, arredato come una sala riunioni-conviviale dei cavalieri, si trova un camino di fattura cinquecentesca.